# Albert Rossi
Albert „Al“ Rossi (* 20. Juni 1931 in Bessemer, Michigan) ist ein ehemaliger Steuermann im Rudern aus den Vereinigten Staaten, der 1952 Olympiadritter im Vierer mit Steuermann war.

## Sportliche Karriere
Albert Rossi war Steuermann der Huskies, des Sportteams der University of Washington. Bei den Olympischen Sommerspielen 1952 traten die Huskies Carl Lovsted, Alvin Ulbrickson, Richard Wahlstrom, Matthew Leanderson und Rossi im Vierer mit Steuermann an. Im zweiten Vorlauf siegten die Amerikaner vor den Briten und den Dänen, ihr Halbfinale gewannen sie vor den Franzosen. Das zweite Halbfinale gewann der Vierer aus der Tschechoslowakei vor den Schweizern und den Briten. Die Boote aus Frankreich, der Schweiz und dem Vereinigten Königreich erreichten als Sieger der drei Hoffnungsläufe das Finale. Im Finale siegten die Tschechoslowaken mit drei Sekunden Vorsprung vor den Schweizern, die Amerikaner erhielten mit einer halben Sekunde Rückstand auf die Schweizer die Bronzemedaille.
Nach seiner Graduierung 1953 wurde Rossi Lehrer in Seattle, ab 1982 war er Direktor der Rennbahn Longacres in einem Vorort von Seattle.